# Historia wydań Firefoksa
W tym artykule przedstawiona jest historia wydań przeglądarki Firefox.

## Firefox na komputery
Nazwa „Firefox” oznacza, że jest to stabilne wydanie Firefoksa. Istnieją również wydania testowe przeznaczone dla osób, którym nie przeszkadzają występujące w nich błędy, spadki wydajności, czy też awarie programu. Wydania testowe dzielą się na dwa kanały – beta oraz alpha. Beta Firefoksa nosi nazwę „Firefox Beta” lub „Firefox Developer Edition”, natomiast wersja alpha nazywa się „Firefox Nightly”. Nowe funkcje pojawiają się najpierw w kanale alpha, gdzie są dokładnie testowane. Jeśli staną się wystarczająco stabilne oraz zostaną pozbawione znacznej większości błędów trafiają do kolejnego kanału, czyli beta. Tutaj również są one testowane. Po usunięciu z nich znaczących, znanych błędów trafiają do wydania stabilnego, czyli do większości użytkowników Firefoksa.
| Legenda:       | Legenda:                 | Legenda:                                                                        | Legenda:                                                 |
| -------------- | ------------------------ | ------------------------------------------------------------------------------- | -------------------------------------------------------- |
| Starsza wersja | Aktualna wersja stabilna | Aktualna wersja testowa z kanału beta (Firefox Beta, Firefox Developer Edition) | Aktualna wersja testowa z kanału alpha (Firefox Nightly) |

| Numer wersji                 | Nazwa kodowa  | Wersja silnika Gecko | Data wydania         | Najważniejsze zmiany |
| ---------------------------- | ------------- | -------------------- | -------------------- | --- |
| Nazwa przeglądarki: Phoenix  |               |                      |                      | |
| 0.1                          | Pescadero     | 1.2                  | 23 września 2002     | - Pierwsze wydanie - Edytowalne paski narzędzi - Szybkie wyszukiwanie. |
| 0.2                          | Santa Cruz    | 1.2                  | 1 października 2002  | - Boczny pasek (sidebar) - Podstawowe funkcje - Wprowadzenie Menedżera rozszerzeń. |
| 0.3                          | Lucia         | 1.2                  | 14 października 2002 | - Blokowanie obrazków i wyskakujących okienek - Wprowadzono możliwość przeglądania w kartach. |
| 0.4                          | Oceano        | 1.3                  | 19 października 2002 | - Wprowadzono motywy, rozszerzenie możliwości blokady wyskakujących okien oraz opcje pasków narzędzi. |
| 0.5                          | Naples        | 1.3                  | 7 grudnia 2002       | - Strony startowe jako zakładki - Rozszerzone możliwości sidebaru - Lista ostatnio odwiedzonych stron (historia). |
| Nazwa przeglądarki: Firebird |               |                      |                      | |
| 0.6                          | Glendale      | 1.5                  | 17 maja 2003         | - Nowy domyślny styl (Qute) - Rozszerzone możliwości zakładek i prywatności - Automatyczne skalowanie obrazków. |
| 0.6.1                        | Glendale      | 1.5                  | 28 czerwca 2003      | - Różne drobne poprawki. |
| 0.7                          | Indio         | 1.5                  | 15 października 2003 | - Wprowadzono automatyczne przewijanie stron oraz menedżer haseł - Ulepszony interfejs i okna dialogowe. |
| 0.7.1                        | Three Kings   | 1.5                  | 26 października 2003 | - Wersja dla macOS. |
| Nazwa przeglądarki: Firefox  |               |                      |                      | |
| 0.8                          | Royal Oak     | 1.6                  | 9 lutego 2004        | - Program instalacyjny dla systemów Windows - Wprowadzenie trybu pracy off-line - Poprawki zakładek i nowy wygląd menedżera pobierania plików - Nowe logo. |
| 0.9                          | One Tree Hill | 1.7                  | 15 czerwca 2004      | - Nowy domyślny motyw („Winstripe”) - Kreator importu ustawień z innych przeglądarek - Nowy menedżer rozszerzeń i motywów - Mniejszy rozmiar pliku instalacyjnego - Nowy system pomocy - Program instalacyjny dla systemów Linux - Ikona poczty (tylko w systemie Windows). |
| 0.9.3                        | One Tree Hill | 1.7                  | 28 czerwca 2004      | - Wydania poprawkowe od 0.9.1 do 0.9.3. |
| 0.10 (1.0 PR)                | Greenlane     | 1.7                  | 14 września 2004     | - Poprawa bezpieczeństwa i lokalizacji - Subskrypcja RSS i Atom - Wprowadzono pasek szukania oraz moduł wyszukiwania wtyczek. |
| 0.10.1                       | Greenlane     | 1.7                  | 1 października 2004  | - Poprawa bezpieczeństwa (dla wszystkich platform). |
| 1.0 RC2                      | Mission Bay   | 1.7                  | 3 listopada 2004     | - Druga wersja kandydująca do wydania finalnego - RC1 został wydany 28 października. |
| 1.0                          | Phoenix       | 1.7                  | 9 listopada 2004     | - Wersja finalna! - Poprawienie kilku błędów. |
| 1.0.8                        | Phoenix       | 1.7                  | 13 kwietnia 2006     | - Wydania poprawkowe od wersji 1.0.1 do 1.0.8 związane ze stabilnością i bezpieczeństwem. |
| 1.5                          | Deer Park     | 1.8                  | 29 listopada 2005    | - Nowy system aktualizacji - Rearanżacja menu opcji oraz ulepszona obsługa nowych technologii. |
| 1.5.0.13                     | Deer Park     | 1.8                  | 30 maja 2007         | - Wydania poprawkowe od wersji 1.5.0.1 do 1.5.0.13 związane ze stabilnością i bezpieczeństwem. |
| 2.0                          | Bon Echo      | 1.8.1                | 24 października 2006 | - Odświeżony wygląd - Polski słownik poprawnej pisowni - Wbudowane zabezpieczenie przed phishingiem (dostępne wcześniej jako rozszerzenie od Google i następnie zintegrowane z przeglądarką) - Podpowiedzi w pasku wyszukiwania (w wersji polskiej w wyszukiwarce Google) - Ulepszenia przeglądania w kartach - Możliwość ponownego otwarcia ostatnio zamkniętych kart - Zapamiętywanie sesji przeglądarki – po zamknięciu programu można wrócić do poprzednio używanego zestawu kart i okien, funkcja ta włącza się też automatycznie po awarii, ulepszenia obsługi kanałów RSS/Atom – w tym podgląd kanału oraz integracja z zewnętrznymi czytnikami - Menedżer wyszukiwarek pozwalający usuwać i zmieniać ich kolejność - Dynamiczne tytuły zakładek (mikropodsumowania) - Ulepszony menedżer dodatków (rozszerzeń i motywów) - Nowy instalator dla Windowsa - Obsługa języka JavaScript 1.7 - Obsługa sesji po stronie klienta - Ulepszony format wyszukiwarek - Usprawnienia systemu rozszerzeń zapewniające większe bezpieczeństwo i ułatwiające ich lokalizację. |
| 2.0.0.20                     | Bon Echo      | 1.8.1                | 18 grudnia 2008      | - Wydania poprawkowe od 2.0.0.1 do 2.0.0.20 związane ze stabilnością i bezpieczeństwem. |
| 3.0                          | Gran Paradiso | 1.9                  | 17 czerwca 2008      | - Przeglądarka przechodzi test Acid2 - Współdzielenie technologii XUL, miejsca – nowy model zarządzania historią i zakładkami - Obsługa języka JavaScript 2; obsługa atrybutu „ping” (zob. poniżej) włączona domyślnie - Bez ograniczeń co do hosta, do którego może być wysłane powiadomienie o wybraniu odnośnika, tzw. „awesome bar” – nowe podejście do interpretacji wprowadzanych adresów stron WWW - Nowy menedżer pobierania plików z możliwością ich pauzowania i wznawiania - Nowa sekcja zarządzania dodatkami; łącznie ponad 14 000 zmian i ulepszeń w porównaniu do wydania 2.0. |
| 3.0.19                       | Gran Paradiso | 1.9                  | 30 marca 2010        | - Wersje poprawkowe od 3.0.1 do 3.0.19 związane ze stabilnością i bezpieczeństwem. |
| 3.5                          | Shiretoko     | 1.9.1                | 30 czerwca 2009      | - Naprawa błędów do testu Acid3 - Ulepszone zarządzanie kartami (m.in. podgląd zawartości) - Zaawansowana wyszukiwarka w module Miejsca - Integracja historii pobierania plików z modułem Miejsca - Lepszy rendering SVG - Wprowadzenie trybu prywatnego oraz geolokalizacji opierającej się na Google. |
| 3.5.19                       | Shiretoko     | 1.9.1                | 28 kwietnia 2011     | - Wersje poprawkowe od 3.5.1 do 3.5.19 związane ze stabilnością i bezpieczeństwem. |
| 3.6                          | Namoroka      | 1.9.2                | 21 stycznia 2010     | - Szybszy silnik renderowania JavaScriptu - Obsługa nowych funkcji w CSS3 (np. wielokrotne tło czy gradienty) - Obsługa nowych funkcji w systemie Windows 7. |
| 3.6.24                       | Namoroka      | 1.9.2                | 8 listopada 2011     | - Wersje poprawkowe od 3.6.1 do 3.6.24 związane ze stabilnością i bezpieczeństwem - Wprowadzenie Out-Of-Process-Plugins (OOPP). |
| 4.0                          | Tumucumaque   | 2.0                  | 22 marca 2011        | - Zmiana interfejsu - Nowości: karty aplikacji, akceleracja sprzętowa, menedżer dodatków przeniesiony do paska kart - Wprowadzono obsługę formatu WebM - 64-bitowa wersja przeglądarki dla systemu macOS - Integracja z Firefox Sync - Poprawa obsługi HTML5 i CSS3 - Szybszy silnik JavaScriptu – JägerMonkey. Więcej... |
| 4.0.1                        | Macaw         | 2.0                  | 28 kwietnia 2011     | - Wersja poprawkowa. |
| 5.0                          | –             | 5.0                  | 21 czerwca 2011      | - Obsługa animacji CSS 3 - Zwiększenie wydajności przetwarzania kodu JavaScript i elementów HTML5 Canvas - Poprawki w zarządzaniu pamięcią - Lepsza zgodność ze standardami – przeglądarka lepiej radzi sobie z HTML5, XHR, MathML, SMIL oraz Canvas. Więcej... |
| 5.0.1                        | –             | 5.0                  | 11 lipca 2011        | - Poprawki tylko dla systemu macOS. |
| 6.0                          | –             | 6.0                  | 13 sierpnia 2011     | - Wyróżnianie domeny w pasku adresu - Poprawki w wyświetlaniu informacji o tożsamości witryny - Menu Web Developer - Udoskonalono Web Console i działanie Firefox Sync, Scratchpad - Szybsze renderowanie stron - Obsługa najnowszej wersji WebSockets - Obsługa EventSource i zdarzeń wysyłanych przez serwer oraz przyspieszenie uruchamiania programu - Kilkaset innych poprawek dla zgłaszanych błędów. |
| 6.0.2                        | –             | 6.0                  | 5 września 2011      | - Usunięcie głównego certyfikatu DigiNotar z listy zaufanych certyfikatów. |
| 7.0                          | –             | 7.0                  | 27 września 2011     | - Znacznie zmniejszono użycie pamięci RAM - Dodano nowy sposób renderowania, aby przyspieszyć operacje na elementach Canvas (w systemach Windows) - Poprawiono działanie usługi Firefox Sync - Domyślnie prefiks http:// nie jest wyświetlany - Protokół WebSocket został zaktualizowany do wersji 8 - Poprawiona obsługa CSS i JavaScript - Kilka poprawek dla stabilności i bezpieczeństwa. |
| 7.0.1                        | –             | 7.0                  | 29 września 2011     | - Naprawiono błąd związany z ukrywaniem dodatków po aktualizacji. |
| 8.0                          | –             | 8.0                  | 8 listopada 2011     | - Poprawiona obsługa dodatków, JavaScriptu, elementów menu kontekstowych HTML5, elementów CSS, technologii WebGL, WebSocket - Dodano Twittera do paska wyszukiwania - Dodano animację podczas przesuwania i odłączania kart - Kilka poprawek dla stabilności. |
| 8.0.1                        | –             | 8.0                  | 22 listopada 2011    | - Usunięto błąd związany z zamykaniem się programu w systemach z rodziny macOS w wyniku błędu powodowanego przez aplet Javy 6 - Zlikwidowano błąd związany z niemożliwością uruchomienia Firefoksa w Windows, który spowodowany był przez RoboForm w wersji 7.6.2 lub starszej. |
| 9.0                          | –             | 9.0                  | 20 grudnia 2011      | - Zwiększono wydajność kodu JavaScriptu - Poprawiono integrację tematów dla systemów OS X 10.7 - Dodano wsparcie dla zapytań „Do not Track” za pomocą JavaScript - Wsparcie dla rozciągliwych czcionek - Poprawa wsparcia dla funkcji „text-overflow” - Poprawa obsługi standardów HTML5, MathML i CSS - Poprawa stabilności - Naprawa kilku problemów bezpieczeństwa. |
| 9.0.1                        | –             | 9.0                  | 21 grudnia 2011      | - Naprawa błędów. |
| 10.0                         | –             | 10.0                 | 31 stycznia 2012     | - Ukrycie przycisku nawigacyjnego „Naprzód” dopóki nie jest potrzebny - Poprawienie kompatybilności wielu dodatków z tą wersją przeglądarki - Poprawa obsługi CSS, WebGL, HTML5 - Poprawienie Inspektora - Poprawienie obsługi kart. |
| 10.0.1                       | –             | 10.0                 | 10 lutego 2012       | - Poprawki stabilności - Krytyczna poprawka bezpieczeństwa. |
| 10.0.1 ESR                   | –             | 10.0                 | 10 lutego 2012       | - Poprawki stabilności - Krytyczna poprawka bezpieczeństwa. |
| 10.0.2                       | –             | 10.0                 | 16 lutego 2012       | - Rozwiązanie problemu zawieszenia się przeglądarki po uruchomieniu - Usunięcie problemu zawieszania się pól tekstowych przez aplety Javy - Poprawki stabilności - Krytyczna poprawka bezpieczeństwa. |
| 10.0.2 ESR                   | –             | 10.0                 | 16 lutego 2012       | - Rozwiązanie problemu zawieszenia się przeglądarki po uruchomieniu - Usunięcie problemu zawieszania się pól tekstowych przez aplety Javy - Poprawki stabilności - Krytyczna poprawka bezpieczeństwa. |
| 10.0.3 ESR                   | –             | 10.0                 | 13 marca 2012        | - Poprawki stabilności - Poprawki bezpieczeństwa. |
| 10.0.4 ESR                   | –             | 10.0                 | 24 marca 2012        | - Naprawiono problem występujący w wydaniu 10.0.3 ESR z ładowaniem strony „Co nowego” po aktualizacji. |
| 10.0.5 ESR                   | –             | 10.0                 | 5 czerwca 2012       | - Naprawiono błąd z sygnaturą. |
| 10.0.6 ESR                   | –             | 10.0                 | 17 lipca 2012        | - Poprawki bezpieczeństwa - Poprawiono stabilność działania - Poprawiono kilka niespójności edycji tekstu. |
| 10.0.7 ESR                   | –             | 10.0                 | 28 sierpnia 2012     | - Poprawki bezpieczeństwa. |
| 10.0.8 ESR                   | –             | 10.0                 | 9 września 2012      | - Poprawki bezpieczeństwa. |
| 10.0.9 ESR                   | –             | 10.0                 | 12 września 2012     | - Krytyczna poprawka bezpieczeństwa. |
| 10.0.10 ESR                  | –             | 10.0                 | 26 września 2012     | - Krytyczna poprawka bezpieczeństwa. |
| 10.0.11 ESR                  | –             | 10.0                 | 20 listopada 2012    | - Poprawki bezpieczeństwa. |
| 10.0.12 ESR                  | –             | 10.0                 | 8 stycznia 2013      | - Poprawki bezpieczeństwa. |
| 11.0                         | –             | 11.0                 | 13 marca 2012        | - Umożliwienie migracji zakładek, historii i ciasteczek z przeglądarki Google Chrome - Poprawiona obsługa CSS, HTML5 - Dodano Edytor Stylów w narzędziach deweloperskich - Umożliwienie wizualizacji 3D strony za pomocą Inspektora - Poprawiona obsługa JavaScript oraz możliwość synchronizacji dodatków. |
| 12.0                         | –             | 12.0                 | 24 kwietnia 2012     | - Łatwiejsza aktualizacja - Numeracja linii w widoku źródła strony - Dodano wsparcie dla column-fill i text-align-last w CSS - Eksperymentalne wsparcie dla ECMAScript 6. |
| 13.0                         | –             | 13.0                 | 5 czerwca 2012       | - Domyślne włączenie protokołu SPDY - Poprawiona strona domowa - Prezentacja najczęściej odwiedzanych stron przy otwarciu nowej karty - Liczne poprawki dla Inspektora Stron, Panelu HTML, Edytora Stylów i Szkicownika - Poprawa wsparcia dla CSS3 - Domyślne włączenie płynnego przewijania - Dodano przycisku resetu do ustawień fabrycznych w panelu pomocy technicznej. |
| 13.0.1                       | –             | 13.0                 | 16 czerwca 2012      | - Naprawa błędów związanych z obsługą technologii Flash, renderowaniem tekstu hebrajskiego oraz obsługą Windows Messenger. |
| 14.0.1                       | –             | 14.0                 | 17 lipca 2012        | - Poprawki dotyczące HTML5, Inspektora DOM, MathML oraz CSS - Wsparcie dla ECMAScript 6 Map oraz ECMAScript 6 Set - Poprawa systemu identyfikacji stron - Obsługa trybu pełnoekranowego w macOS - Domyślnie stosowanym protokołem wyszukiwania przy użyciu Google jest HTTPS - Liczne poprawki bezpieczeństwa. |
| 15.0                         | –             | 15.0                 | 28 sierpnia 2012     | - Własne wsparcie dla plików PDF - Wsparcie dla protokołu SPDY v3 - Naprawa wycieków pamięci powodowanych przez niektóre dodatki - Integracja debuggera JavaScript w narzędziach deweloperskich, nowy wygląd Inspektora - Dodanie narzędzia umożliwiającego deweloperom podgląd stron w wersji mobilnej - poprawki dla HTML5 i CSS. |
| 15.0.1                       | –             | 15.0                 | 6 września 2012      | - Naprawa błędów związanych z działaniem trybu prywatnego oraz WebGL-em. |
| 16.0                         | –             | 16.0                 | 9 października 2012  | - Wsparcie dla VoiceOver w systemach macOS - Testowe wsparcie dla aplikacji webowych - Tłumaczenie w języku aczoli - Nowy pasek narzędzi deweloperskich - Poprawki dotyczące obsługi JavaScript oraz CSS3. |
| 16.0.1                       | –             | 16.0                 | 11 października 2012 | - Poprawki luk w zabezpieczeniach. |
| 16.0.2                       | –             | 16.0                 | 26 października 2012 | - Poprawki zabezpieczeń. |
| 17.0                         | –             | 17.0                 | 20 listopada 2012    | - Wsparcie dla Centrum Powiadomień w OS X 10.8 - Poprawki dla narzędzi deweloperskich - Wprowadzenie Social API - Liczne usprawnienia wydajności. |
| 17.0.1                       | –             | 17.0                 | 30 listopada 2012    | - Naprawa błędów związanych z renderowaniem czcionek - Poprawki stabilności - Ważna poprawka bezpieczeństwa. |
| 17.0.1 ESR                   | –             | 17.0                 | 30 listopada 2012    | - Naprawa błędów związanych z renderowaniem czcionek - Poprawki stabilności - Ważna poprawka bezpieczeństwa. |
| 17.0.2 ESR                   | –             | 17.0                 | 8 stycznia 2013      | - Poprawki stabilności - Poprawki bezpieczeństwa. |
| 17.0.3 ESR                   | –             | 17.0                 | 19 lutego 2013       | - Poprawki bezpieczeństwa. |
| 17.0.4 ESR                   | –             | 17.0                 | 7 marca 2013         | - Krytyczna poprawka bezpieczeństwa. |
| 17.0.5 ESR                   | –             | 17.0                 | 2 kwietnia 2013      | - Poprawki bezpieczeństwa. |
| 17.0.6 ESR                   | –             | 17.0                 | 14 maja 2013         | - Poprawki bezpieczeństwa. |
| 17.0.7 ESR                   | –             | 17.0                 | 25 czerwca 2013      | - Poprawki bezpieczeństwa. |
| 17.0.8 ESR                   | –             | 17.0                 | 6 sierpnia 2013      | - Poprawki bezpieczeństwa. |
| 17.0.9 ESR                   | –             | 17.0                 | 17 września 2013     | - Poprawki bezpieczeństwa. |
| 17.0.10 ESR                  | –             | 17.0                 | 29 października 2013 | - Poprawki bezpieczeństwa. |
| 17.0.11 ESR                  | –             | 17.0                 | 15 listopada 2013    | - Krytyczna poprawka bezpieczeństwa. |
| 18.0                         | –             | 18.0                 | 8 stycznia 2013      | - Wsparcie dla ekranów Retina Display w OS X 10.8 oraz wstępne wsparcie dla WebRTC. |
| 19.0                         | –             | 19.0                 | 19 lutego 2013       | - Wbudowana przeglądarka plików PDF. |
| 19.0.1                       | –             | 19.0                 | 27 lutego 2013       | - Naprawiono problem stabilności dla niektórych modeli kart graficznych AMD Radeon HD (tylko w Windows 8). |
| 19.0.2                       | –             | 19.0                 | 7 marca 2013         | - Poprawki dotyczące bezpieczeństwa. |
| 20.0                         | –             | 20.0                 | 2 kwietnia 2013      | - Ulepszony tryb prywatności i nowy menedżer pobierania - Wsparcie dla kodeka H.264. |
| 20.0.1                       | –             | 20.0                 | 11 kwietnia 2013     | - Poprawka dotycząca obsługi zagadnień wokół obsługi ścieżki UNC w systemach Windows. |
| 21.0                         | –             | 21.0                 | 14 maja 2013         | - Wsparcie dla wielu dostawców w Social API. |
| 22.0                         | –             | 22.0                 | 25 czerwca 2013      | - Domyślnie włączono WebRTC - Dodano wsparcie CSS Flexbox. |
| 23.0                         | –             | 23.0                 | 6 sierpnia 2013      | - Nowe logo! - Dodanie funkcji Mixed Content Blocker chroniącej przed atakami na stronach HTTPS - Dodanie możliwości wyboru przez użytkownika wyszukiwarki dla całej przeglądarki - Włączenie DXVA2 dla systemów Windows (Vista i nowsze), aby przyspieszyć dekodowanie wideo w formacie H.264 - Nowość na pasku narzędzi: Network Monitor - Różne poprawki zabezpieczeń. |
| 23.0.1                       | –             | 23.0                 | 16 sierpnia 2013     | - Poprawiono usterki dla materiałów wideo w formacie H.264 w Firefoksie 23.0 dla Windows Vista - Poprawiono sprawdzanie pisowni dla języków spoza kodowania ASCII. |
| 24.0                         | –             | 24.0                 | 17 września 2013     | - Wsparcie dla nowego stylu przesuwania paska przewijania w systemie OS X 10.7 i nowszych - Większa wydajność wczytywania stron - Poprawki bezpieczeństwa. |
| 24.1.0 ESR                   | –             | 24.0                 | 29 października 2013 | - Poprawki bezpieczeństwa. |
| 24.1.1 ESR                   | –             | 24.0                 | 15 listopada 2013    | - Poprawki stabilności - Krytyczna poprawka bezpieczeństwa. |
| 24.2.0 ESR                   | –             | 24.0                 | 10 grudnia 2013      | - Poprawki bezpieczeństwa. |
| 24.3.0 ESR                   | –             | 24.0                 | 4 lutego 2014        | - Poprawki bezpieczeństwa. |
| 24.4.0 ESR                   | –             | 24.0                 | 18 marca 2014        | - Poprawki bezpieczeństwa. |
| 24.5.0 ESR                   | –             | 24.0                 | 29 kwietnia 2014     | - Poprawki bezpieczeństwa. |
| 24.6.0 ESR                   | –             | 24.0                 | 10 czerwca 2014      | - Krytyczne poprawki bezpieczeństwa. |
| 24.7.0 ESR                   | –             | 24.0                 | 22 lipca 2014        | - Poprawki bezpieczeństwa. |
| 24.8.0 ESR                   | –             | 24.0                 | 2 września 2014      | - Krytyczne poprawki bezpieczeństwa. |
| 24.8.1 ESR                   | –             | 24.0                 | 24 września 2014     | - Krytyczna poprawka bezpieczeństwa. |
| 25.0                         | –             | 25.0                 | 29 października 2013 | - Wsparcie dla Web Audio - Pasek wyszukiwania nie jest dzielony pomiędzy kartami - Implementacja wielu nowych funkcji ES6 - Poprawiono puste bądź brakujące miniatury stron po otwarciu nowej karty - Restart Firefoksa nie usuwa sesji przeglądania - Liczne poprawki bezpieczeństwa. |
| 25.0.1                       | –             | 25.0                 | 15 listopada 2013    | - Naprawiono błąd ładowania stron internetowych bez uprzedniego przesunięcia kursora - Krytyczna poprawka bezpieczeństwa. |
| 26.0                         | –             | 26.0                 | 10 grudnia 2013      | - Aktualizacje będą mogłby być instalowane przez użytkowników systemów Windows nie mających uprawnień zapisu do katalogu instalacyjnego Firefoksa - Menedżer haseł obsługuje pola haseł generowanych przez skrypty - Wsparcie dla H.264 w systemie Linux jeśli zainstalowana jest wtyczka gstreamer - Wsparcie dla dekodowania MP3 w systemie Windows XP - Liczne poprawki bezpieczeństwa. |
| 27.0                         | –             | 27.0                 | 4 lutego 2014        | - Dodano możliwość uruchomienia większej ilości usług jednocześnie w Social API - Dodano wsparcie dla protokołu SPDY 3.1 - Dodano wsparcie dla ES6 w SpiderMonkey - Domyślne włączenie TLS 1.1 (RFC 4346 ↓) oraz TLS 1.2 (RFC 5246 ↓) - Liczne poprawki bezpieczeństwa. |
| 27.0.1                       | –             | 27.0                 | 14 lutego 2014       | - Naprawiono problemy ze stabilnością Greasemonkey - Naprawiono problemy w działaniu operacji matematycznych w JavaScript. |
| 28.0                         | –             | 28.0                 | 17 marca 2014        | - Regulacja głośności dla audio i wideo w HTML5 - Wsparcie dla Opus w WebM - Dodano możliwość dekodowania wideo w standardzie kompresji VP9 - Usunięto wsparcie dla protokołu warstwy aplikacji SPDY 2 - Liczne poprawki bezpieczeństwa. |
| 29.0                         | –             | 29.0                 | 29 kwietnia 2014     | - Całkowicie nowy interfejs przeglądarki! - Zmiana oraz ulepszenie możliwości personalizacji przeglądarki - Ustandaryzowanie ECMAScript w API - Liczne poprawki bezpieczeństwa. |
| 29.0.1                       | –             | 29.0                 | 9 maja 2014          | - Drobne poprawki zabezpieczeń. |
| 30.0                         | –             | 30.0                 | 10 czerwca 2014      | - Naprawiono problem z drukowaniem we wbudowanej przeglądarce plików PDF - Wsparcie dla GStreamer 1.0 - Wyłączenie wywoływania konstruktorów WebIDL jako funkcji w internecie - Regulacja głośności dźwięku możliwa poprzez okno podczas używania WebAudio - Dodano numer kolumny przy błędzie stosu - Dodano wsparcie dla opcji alpha w menu kontekstowym w canvas - Liczne poprawki bezpieczeństwa. |
| 31.0                         | –             | 31.0                 | 22 lipca 2014        | - Dodano pole wyszukiwania na stronie nowej karty - Pliki .ogg i.pdf domyślnie obsługiwane przez Firefoksa, jeżeli nie zainstalowano innych programów obsługujących te formaty plików - Wprowadzono realizowanie zmiennych CSS3 - Zaimplementowano blokowanie złośliwego oprogramowania - navigator.sendBeacon domyślnie włączony - Dodano i domyślnie włączono WebVTT - mozilla::pkix jako domyślny certyfikat weryfikatora - Częściowa implementacja tablic OpenType MATH - Liczne poprawki bezpieczeństwa. |
| 31.1.0 ESR                   | –             | 31.0                 | 2 września 2014      | - Poprawki bezpieczeństwa. |
| 31.1.1 ESR                   | –             | 31.0                 | 24 września 2014     | - Krytyczna poprawka bezpieczeństwa. |
| 31.2.0 ESR                   | –             | 31.0                 | 14 października 2014 | - Naprawiono importowanie prywatnego klucza RSA nie wtedy gdy p < q - Poprawki stabilności - Poprawki bezpieczeństwa. |
| 31.3.0 ESR                   | –             | 31.0                 | 1 grudnia 2014       | - Poprawki bezpieczeństwa. |
| 31.4.0 ESR                   | –             | 31.0                 | 13 stycznia 2015     | - Poprawki bezpieczeństwa. |
| 31.5.0 ESR                   | –             | 31.0                 | 24 lutego 2015       | - Poprawki bezpieczeństwa. |
| 31.5.2 ESR                   | –             | 31.0                 | 20 marca 2015        | - Krytyczna poprawka bezpieczeństwa. |
| 31.5.3 ESR                   | –             | 31.0                 | 21 marca 2015        | - Krytyczna poprawka bezpieczeństwa. |
| 31.6.0 ESR                   | –             | 31.0                 | 31 marca 2015        | - Poprawki bezpieczeństwa. |
| 31.7.0 ESR                   | –             | 31.0                 | 12 maja 2015         | - Poprawki bezpieczeństwa. |
| 31.8.0 ESR                   | –             | 31.0                 | 2 lipca 2015         | - Poprawki bezpieczeństwa. |
| 32.0                         | –             | 32.0                 | 2 września 2014      | - Wprowadzono wyświetlanie na pasku narzędzi wyszukiwania liczby znalezionych obiektów - Dodano możliwość sprawdzenia loginu metadanych w menadżerze haseł - Wsparcie dla HiDPI dostępne jest w narzędziach dla deweloperów - Nowe buforowanie HTTP (v2) domyślnie włączone - Włączono publiczny klucz wsparcia - Dodano możliwość podłączenia się do pośrednika HTTP poprzez HTTPS - Nowa pamięć podręczna HTTP zapewnia lepszą wydajność, w tym odzyskiwanie po awarii przeglądarki - Dodano możliwość sprawdzenia wstecz loginów zapisanych w menadżerze haseł - Usunięto i wyłączono niektóre z zaufanych certyfikatów 1024-bitowych - Liczne poprawki bezpieczeństwa. |
| 32.0.1                       | –             | 32.0                 | 12 września 2014     | - Naprawiono problem ze stabilnością dla komputerów z wieloma kartami graficznymi - Naprawiono problem z niepoprawnym wyświetlaniem ikony dla stron SSL. |
| 32.0.2                       | –             | 32.0                 | 18 września 2014     | - Naprawiono uszkodzoną instalację, która powodowała problem z aktualizacją przeglądarki. |
| 32.0.3                       | –             | 32.0                 | 24 września 2014     | - Naprawiono krytyczny błąd fałszowania podpisu RSA w NSS. |
| 33.0                         | –             | 33.0                 | 14 października 2014 | - Dodano wsparcie piaskownicy dla wtyczki OpenH264 - Ulepszono wyszukiwanie poprzez pasek adresu - Dodano możliwość wyszukiwania poprzez stronę startową Firefoxa (about:home) oraz nową kartę (about:newtab) - OMTC domyślnie włączone w wydaniu dla Windows - Nowy standard zabezpieczeń CSP (Content Security Policy) - Implementacja interfejsu HTML5 DOMMatrix - Liczne poprawki bezpieczeństwa. |
| 33.0.1                       | –             | 33.0                 | 24 października 2014 | - Naprawiono błąd polegający na wyświetlaniu czarnego ekranu podczas uruchamiania Firefoxa przy niektórych sterownikach graficznych. |
| 33.0.2                       | –             | 33.0                 | 28 października 2014 | - Naprawiono błąd spowodowany przez sprzęt komputerowy i sterowniki, w wyniku którego przeglądarka wyłączała się podczas uruchamiania. |
| 33.0.3                       | –             | 33.0                 | 6 listopada 2014     | - Naprawiono błąd, który powodował przy sterownikach kart graficznych znajdujących się na czarnej liście pojawienie się czarnego ekranu. |
| 33.1                         | –             | 33.0                 | 10 listopada 2014    | - Dodano przycisk „Wyczyść” - Usprawniono dopasowywanie wyglądu miniaturek na stronie nowej karty - Wprowadzono samouczek po ustawieniach prywatności - Uzupełniono listę alternatywnych wyszukiwarek o wyszukiwarkę DuckDuckGo. |
| 33.1.1                       | –             | 33.0                 | 14 listopada 2014    | - Naprawiono błąd podczas uruchamiania przeglądarki. |
| 34.0                         | –             | 34.0                 | 1 grudnia 2014       | - Zmieniono domyślną wyszukiwarkę w Stanach Zjednoczonych na Yahoo! - Zmieniono domyślną wyszukiwarkę na Yandex w Rosji, Białorusi i Kazachstanu - Wyłączono protokół SSLv3 - Zaimplementowano ECMAScript 6 WeakSet oraz JavaScript Template Strings - Dodano wsparcie dla WebCrypto: RSA-OAEP, PBKDF2 i AES-KW - Dodano wsparcie dla nagłówka Prefer:Safe HTTP - Wyszukiwanie z użyciem Wikipedii używa teraz protokołu HTTPS - Liczne poprawki bezpieczeństwa. |
| 35.0                         | –             | 35.0                 | 13 stycznia 2015     | - Zmieniono model prowadzenia rozmów w komunikatorze Firefox Hello - Ulepszono wyszukiwanie UI i włączono więcej lokalizacji - Dodano dostęp do Firefox Marketplace poprzez przycisk „Aplikacje” w menu „Narzędzia” - Ulepszono wydajność podczas zmian rozmiaru wysokiej jakości obrazu - Filtry CSS domyślnie włączone - Liczne poprawki bezpieczeństwa. |
| 35.0.1                       | –             | 35.0                 | 26 stycznia 2015     | - Naprawiono błąd podczas uruchamiania przeglądarki - Naprawiono błąd, który powodował zamknięcie się przeglądarki w trakcie przeglądania webmaila na portalu GoDaddy. |
| 36.0                         | –             | 36.0                 | 24 lutego 2015       | - Dodano wsparcie dla protokołu HTTP/2 - Przypięte kafelki na stronie nowej karty mogą być synchronizowane - Naprawiono nieoczekiwane wylogowanie z Facebooka lub Google po restarcie przeglądarki - Ulepszone nowe generatory ES6 dla lepszej wydajności - Liczne poprawki bezpieczeństwa. |
| 36.0.1                       | –             | 36.0                 | 5 marca 2015         | - Naprawiono błąd podczas uruchamiania z EMET - Naprawiono błąd, w którym komunikator Firefox Hello był nieaktywny do ponownego uruchomienia przeglądarki - Naprawiono błąd, który objawiał się tym, że zakładki kontaktów w Firefoksie Hello stawały się niewidoczne. |
| 37.0                         | –             | 37.0                 | 31 marca 2015        | - Dodano szyfrowanie HTTPS w Bing, które domyślnie jest włączone - Dodano wsparcie dla OneCRL w scentralizowanym odwołaniu certyfikatów - Usunięto wsparcie dla DSA w TLS i certyfikatach - Zaimplementowano wsparcie dla HTTP/2 AltSvc w celu lepszego szyfrowania - Zaimplementowano Media Source Extensions (MSE) API w celu zapewnienia natywnego wsparcia dla HTML5 w serwisie YouTube - Liczne poprawki bezpieczeństwa. |
| 37.0.1                       | –             | 37.0                 | 3 kwietnia 2015      | - Wyłączono HTTP/2 AltSvc - Naprawiono błąd występujący podczas problemów z kartą graficzną oraz oprogramowaniem firm trzecich - Poprawki bezpieczeństwa. |
| 37.0.2                       | –             | 37.0                 | 20 kwietnia 2015     | - Naprawiono błąd podczas korzystania z Map Google - Poprawiono stabilność działania na niektórych kartach graficznych - Ważna poprawka bezpieczeństwa. |
| 38.0                         | –             | 38.0                 | 12 maja 2015         | - Zaimplementowano API BroadcastChannel - Wdrożono DOM3 Events KeyboardEvent.code - Udostępniono WebSocket w Web Workers - Polecenie kopiowania dodano do konsoli - Dodano wsparcie dla Ruby - Liczne poprawki bezpieczeństwa. |
| 38.0.1                       | –             | 38.0                 | 14 maja 2015         | - Naprawiono błąd przy uruchamianiu przeglądarki na pierwszej generacji kart graficznych NVIDIA Optimus - Naprawiono problem, w wyniku którego strony internetowe przestawały działać podczas importowania plików cookies z przeglądarki Google Chrome - Naprawiono problem z odtwarzaniem dużych animowanych obrazów, które blokowały załadowanie innych obrazów. |
| 38.0.5                       | –             | 38.0                 | 2 czerwca 2015       | - Dodano funkcję „Popraw czytelność” - Integracja z Pocket - Współdzielenie kart w komunikatorze Firefox Hello - Poprawiono wydajność podsystemu graficznego w Windows 7 w przypadku używania wbudowanego sterownika VGA. |
| 38.1.0 ESR                   | –             | 38.0                 | 2 lipca 2015         | - Poprawki bezpieczeństwa. |
| 38.1.1 ESR                   | –             | 38.0                 | 6 sierpnia 2015      | - Krytyczna poprawka bezpieczeństwa. |
| 38.2.0 ESR                   | –             | 38.0                 | 11 sierpnia 2015     | - Poprawki stabilności - Poprawki bezpieczeństwa. |
| 38.2.1 ESR                   | –             | 38.0                 | 27 sierpnia 2015     | - Poprawki bezpieczeństwa. |
| 38.3.0 ESR                   | –             | 38.0                 | 22 września 2015     | - Poprawki bezpieczeństwa. |
| 38.4.0 ESR                   | –             | 38.0                 | 3 listopada 2015     | - Poprawki bezpieczeństwa. |
| 38.5.0 ESR                   | –             | 38.0                 | 15 grudnia 2015      | - Poprawki stabilności związane z Javą - Poprawki bezpieczeństwa. |
| 38.5.1 ESR                   | –             | 38.0                 | 21 grudnia 2015      | - Przygotowania do zmiany podpisu certyfikatu SHA-256 w systemie Windows, aby spełnić nowe wymogi. |
| 38.5.2 ESR                   | –             | 38.0                 | 22 grudnia 2015      | - Zmieniono podpis certyfikatu SHA-256 w systemie Windows - Poprawka bezpieczeństwa. |
| 39.0                         | –             | 39.0                 | 2 lipca 2015         | - Dodano możliwość udostępnienia linków w sieciach społecznościowych z komunikatora Firefox Hello - Dodano gładsze animacje i przewijanie (tylko w macOS) - Dodano wsparcie dla Unicode 8.0 - Usunięto wsparcie dla niezabezpieczonego SSLv3 dla komunikacji sieciowej - Aktualizacja do NSS 3.19.2 - Liczne poprawki bezpieczeństwa. |
| 39.0.3                       | –             | 39.0                 | 6 sierpnia 2015      | - Krytyczna poprawka bezpieczeństwa. |
| 40.0                         | –             | 40.0                 | 11 sierpnia 2015     | - Oficjalne wsparcie dla systemu Windows 10 - Dodano ochronę przed pobraniem niepożądanych plików - Obrazy JPEG potrzebują mniej pamięci podczas skalowania - Liczne poprawki bezpieczeństwa. |
| 40.0.1                       | –             | 40.0                 | 12 sierpnia 2015     | - Włączono możliwość otwarcia okna dialogowego przez użytkowników Windows 10 - Dodano brakującą bibliotekę „mozalloc.lib”. |
| 40.0.2                       | –             | 40.0                 | 13 sierpnia 2015     | - Usunięto awarię przy starcie aplikacji na komputerach z określoną kombinacją sprzętu i ich sterowników. |
| 40.0.3                       | –             | 40.0                 | 27 sierpnia 2015     | - Wyłączono asynchroniczną inicjalizację wtyczek - Naprawiono błąd segmentacji wsparcia GStreame (tylko Linux) - Naprawiono błąd uruchamiania przy użyciu DisplayLink (tylko Windows) - Poprawki bezpieczeństwa. |
| 41.0                         | –             | 41.0                 | 22 września 2015     | - Dodano rozszerzone wsparcie IME dla systemów Windows (Vista i nowsze) używając TSF (Text Services Framework) - Dodano możliwość ustawienia zdjęcia profilowego na koncie Firefox - Dodano obsługę wiadomości tekstowych do komunikatora Firefox Hello - Dodano możliwość stosowania obrazów w formacie SVG jako favicony - Lepsza wydajność renderowania cienia ramki - WebRTC wymaga teraz doskonałego ukrycia komunikacji w czasie rzeczywistym - Zaktualizowano proces dekodowania obrazu - Wyłączenie WARP w systemie Windows 7 - Liczne poprawki bezpieczeństwa. |
| 41.0.1                       | –             | 41.0                 | 30 września 2015     | - Naprawiono błąd związany z paskiem narzędzi Yandex oraz rozszerzeniem Adblock Plus - Naprawiono błąd z zawieszaniem się wtyczki Flash - Naprawiono zjawisko regresji przy tworzeniu zakładek. |
| 41.0.2                       | –             | 41.0                 | 15 października 2015 | - Ważna poprawka bezpieczeństwa. |
| 42.0                         | –             | 42.0                 | 3 listopada 2015     | - Dodano ochronę przed śledzeniem do przeglądania prywatnego - Dodano wskaźnik do kart, które wydają dźwięki, umożliwiający ich wyciszenie jednym kliknięciem - Dodano wsparcie dla IPv6 w WebRTC - Ulepszono Menedżera Logowania - Zaimplementowano ES6 Reflect - Media Source Extension (MSE) dla wideo w HTML5 jest teraz domyślnie dostępne dla wszystkich witryn - Liczne poprawki bezpieczeństwa. |
| 43.0                         | –             | 43.0                 | 15 grudnia 2015      | - Oficjalne wsparcie dla 64-bitowej wersji przeglądarki dla systemu Windows! - Do ustawień ochrony przed śledzeniem dodano możliwość zmiany domyślnego filtra na ścisły, który blokuje dodatkowe elementy śledzące - Ulepszono wsparcie API dla odtwarzania wideo w formacie M4V - Ulepszono pasek adresu, który teraz wyświetla również podpowiedzi wyszukiwania oparte na domyślnej wyszukiwarce - Dodano automatyczne wyświetlanie klawiatury ekranowej na ekranie dotykowym w systemie Windows 8 i nowszych - Udoskonalono Firefox Health Report, aby korzystał z tego samego mechanizmu gromadzenia danych co telemetria - Dodano możliwość wyświetlania logów po stronie serwera w konsoli WWW - Naprawiono narzędzie „Próbnik koloru”, które nie działało podczas gdy strona internetowa była powiększona - Liczne poprawki bezpieczeństwa. |
| 43.0.1                       | –             | 43.0                 | 18 grudnia 2015      | - Przygotowania do zmiany podpisu certyfikatu SHA-256 w systemie Windows, aby spełnić nowe wymogi. |
| 43.0.2                       | –             | 43.0                 | 22 grudnia 2015      | - Zmieniono podpis certyfikatu SHA-256 w systemie Windows - Poprawka bezpieczeństwa. |
| 43.0.3                       | –             | 43.0                 | 28 grudnia 2015      | - Naprawiono problem z siecią podczas używania NVIDIA Network Access Manager - Poprawiono dekodowanie niektórych filmów w serwisie YouTube na niektórych konfiguracjach systemu Windows. |
| 43.0.4                       | –             | 43.0                 | 6 stycznia 2016      | - Naprawiono problem podczas uruchamiania przeglądarki powodowany przez antywirusy firm trzecich - Naprawiono problem z tworzeniem folderu pobierania dla użytkowników Linuksa - Ponownie uruchomiono certyfikaty SHA-1. |
| 44.0                         | –             | 44.0                 | 26 stycznia 2016     | - Domyślnie włączono kodek H.264 - Domyślnie włączono obsługę wideo w formacie WebM/VP9 na urządzeniach, które nie obsługują MP4/H.264 - Ulepszono wygląd stron ostrzegających przed błędnymi certyfikatami oraz połączeniami niezaufanymi - Naprawiono problem z wygaszaczem ekranu w trakcie oglądania materiałów wideo w systemie Windows XP oraz Vista. |
| 44.0.1                       | –             | 44.0                 | 8 lutego 2016        | - Naprawiono błąd, który mógł doprowadzić do usunięcia zapisanych haseł - Naprawiono problem podczas uruchamiania grafiki w systemie Linux - Wyłączono kodek dźwięku opus/vorbis przy H.264 - Dopuszczono spację w nazwach ciasteczek. |
| 44.0.2                       | –             | 44.0                 | 11 lutego 2016       | - Naprawiono problem zawieszania lub awarii przeglądarki przy starcie - Poprawka bezpieczeństwa. |
| 45.0                         | –             | 45.0                 | 8 marca 2016         | - Dodano możliwość natychmiastowego udostępniania karty poprzez komunikator Firefox Hello - Karty synchronizowane poprzez konto Firefoksa z innymi urządzeniami są wyświetlane w obszarze wyszukiwania paska „Awesome Bar” - Dodano przycisk „Kary z innych urządzeń”, który domyślnie znajduje się w menu przeglądarki - Naprawiono błędne przekierowanie adresów URL zawierających format nazw dla domen IDN - Usunięto możliwość grupowania kart (Panorama) - Liczne poprawki bezpieczeństwa. |
| 45.0.1                       | –             | 45.0                 | 16 marca 2016        | - Naprawiono regresję powodującą utratę ustawień wyszukiwarki - Naprawiono problem, który powodował, że listy domyślnych wyszukiwarek są puste. |
| 45.0.2                       | –             | 45.0                 | 11 kwietnia          | - Naprawiono problem występujący przy nagłówkach plików cookie, gdy pliki cookie firm trzecich były blokowane - Naprawiono internetową kompatybilność regresji wpływającej na atrybut srcset tagowanych obrazów - Naprawiono regresję pojawiającą się w momencie kopiowania i wklejania do programów wykorzystujących starsze wersje silnika Gecko, takich jak Thunderbird - Naprawiono regresję wpływająca w sposób szczególnych podczas uploadu. |
| 46.0                         | –             | 46.0                 | 26 kwietnia 2016     | - Ulepszono zabezpieczenia w kompilatorze JIT w JavaScript - Dodano integrację GTK3 w Linuksie - Poprawiono WebRTC w celu zwiększenia wydajności i stabilności - Naprawiono zachowanie w czytniku ekranowym w pustym pliku w Dokumentach Google - Liczne poprawki bezpieczeństwa. |
| 46.0.1                       | –             | 46.0                 | 3 maja 2016          | - Naprawiono problem z wczytywaniem stron związanych z oprogramowaniem antywirusowy - Naprawiono plugin wyszukiwarek dla różnych lokalizacji. |
| 47.0                         | –             | 47.0                 | 7 czerwca 2016       | - Włączono kodek VP9 dla posiadaczy szybkich urządzeń - Filmy z YouTube na stronach internetowych uruchamiane są z użyciem odtwarzacza HTML5, gdy flash nie jest zainstalowany - Dodano możliwość podglądu wydajności stron i dodatków w about:performance - Dodano wsparcie dla Widevine CDM w systemach: Windows i macOS - Dodano wsparcie dla szyfrów ChaCha20/Poly1305 - Liczne poprawki bezpieczeństwa. |
| 47.0.1                       | –             | 47.0                 | 28 czerwca 2016      | - Naprawiono problem z Selenium WebDriver, który mógł spowodować awarię Firefoksa podczas uruchamiania. |
| 48.0                         | –             | 48.0                 | 2 sierpnia 2016      | - Od teraz nie można uruchomić rozszerzeń, które nie zostały zweryfikowane i zatwierdzone przez Mozillę - Zwiększono ochronę przed pobraniem złośliwego oprogramowania - Zwiększono wydajność Canvas dla systemów Linux poprzez wsparcie biblioteki grafiki Skia - Dodano elementy WebRTC takie jak: pełny dupleks dla Linux, restart ICE, klonowanie MediaStream i MediaStreamTrack - Zakończono wsparcie dla systemów OS X 10.6, 10.7 i 10.8. |
| 49.0                         | –             | 49.0                 | 20 września 2016     | - Dodano funkcje do trybu czytnika takie jak: regulacja szerokości i odstępów między wierszami czy narrator czytający tekst - Poprawiono wydajność filmów dla użytkowników na systemach obsługujących SSSE3 bez akceleracji sprzętowej - Dodano kontrolki do odtwarzaczy audio i wideo, pozwalające zapętlać pliki, lub odtwarzać je z prędkością 1,25x - Zaktualizowano menadżera haseł, aby pozwolić na korzystanie z nich stronom HTTP, - Ulepszenia w systemach Mac, poprawa wydajności w OS X bez akceleracji sprzętowej oraz poprawa wyglądu antyaliasowych czcionek - Poprawa raportów o wykorzystaniu pamięci przez czcionki - Poprawa wydajności w systemach Windows bez akceleracji sprzętowej - Naprawiono problem z aktualizacją na komputerach Mac - Zakończono wsparcie dla OS X 10.6, 10.7 i 10.8 - Zakończono wsparcie dla procesorów SSE w Windowsie - Usunięto Firefox Hello - Włączono domyślnie renderowanie asynchroniczne dla wtyczek Flash w celu poprawy wydajności i zmniejszenia liczby awarii stron ich używających                          |
| 50.0                         | –             | 50.0                 | 15 października 2016 | - Zaktualizowano skróty klawiszowe: możliwość ustawienia, aby Ctrl+Tab zmieniał karty w kolejności ich ostatniego otworzenia, oraz dodano możliwość włączenia trybu czytania skrótem Ctrl+Alt+R (command+alt+r na urządzeniach Mac) - Dodano opcję do wyszukiwania na stronie, która umożliwia ograniczenie wyszukiwania tylko do całych słów - Dodano obsługę języka Guarani - Zwiększono dostępność do WebGL do ponad 98% użytkowników Windowsa 7 i nowszych - Dodano ochronę pobierania dla dużej ilości typów plików wykonywalnych, na systemach operacyjnych Windows, Mac i Linux - Poprawiono wydajność dla rozszerzeń SDK oraz rozszerzeń używających moduł ładowania SDK - Odtwarzanie wideo na większej ilości stron bez wtyczek zawierających wsparcie dla WebM EME dla Widevine na Windows i Mac - Naprawiono renderowanie kreskowanych i kropkowanych obramowań z zaokrąglonymi narożnikami - Różne poprawki bezpieczeństwa - Od tego momentu pliki cookie logowania są zapisywane dla witryn z dużą ilością plików cookies                                 |
| 51.0                         | –             | 51.0                 | 24 stycznia 2017     | - Dodano obsługę dla odtwarzania plików FLAC - Dodano możliwość podejrzenia hasła w polu zapisywania, przed zapisaniem ich - Dodano przycisk powiększania na pasku adresu, wyświetlający się przy powiększeniu innym niż 100%, oraz pozwala na powrót do powiększenia standardowego po kliknięciu w niego - Ulepszono wydajność odtwarzania filmów dla użytkowników bez akceleracji GPU, dla mniejszego zużycia procesora i lepszej wydajności na pełnym ekranie - Zapisywanie haseł także w formularzach, które nie mają przycisku prześlij - Dodano obsługę WebGL 2, z zaawansowanym renderowaniem grafiki - Dodano wyświetlanie ostrzeżenia, kiedy strona logowania nie ma bezpiecznego połączenia (HTTPS) - Dodano język gruziński i kabylski - Poprawiono niezawodność synchronizacji danych przeglądarki - Usunięto język białoruski - Poprawki bezpieczeństwa - Zmieniono silnik renderowania 2D na Skia, dla obrazów renderowanych na systemie Linux |

| Legenda:       | Legenda:                 | Legenda:                                                                        | Legenda:                                                 |
| -------------- | ------------------------ | ------------------------------------------------------------------------------- | -------------------------------------------------------- |
| Starsza wersja | Aktualna wersja stabilna | Aktualna wersja testowa z kanału beta (Firefox Beta, Firefox Developer Edition) | Aktualna wersja testowa z kanału alpha (Firefox Nightly) |